# Toponymie de l'Aubrac
La région de l'Aubrac ou monts d'Aubrac ou aussi plateau de l'Aubrac est une zone située à cheval sur les départements de la Lozère, du Cantal et de l'Aveyron. La toponymie en région d'Aubrac regroupe les noms de lieux (villes, bourgs, villages, hameaux, écarts et lieux-dits) compris entre Aubrac et Espalion.
Le nom du plateau de l'Aubrac se rattache aux composés avec alt/aut (« haut(e) »). Les formes anciennes de Alto Braco après 1108, Albrac en 1201, Alto braco en 1342, Alto braco et Albraco en 1409, attestent du composé aut brac, où brac représente le rouergat brac, « boue ». Le terme s'explique par les nombreuses zones marécageuses du plateau.
- Artigues : en occitan artiga, « terre défrichée », d'origine gauloise.
- Cassagne : en occitan cassanha, « chênaie », de casse, « chêne », issu du gaulois cassanos (« chêne »).
- Condom-d'Aubrac : Condom vient du gaulois Condatomagus, composé des éléments condate « confluent » et magus « champ, marché ». La ville est sur un massif individualisé par la confluence de la Boralde Flaujaguèse et de la Boralde de Condom[2].
- Couderc : signifie « pâturage ».
- Le Cros : signifie « le creux ».
- Espalion : (Speleu, Speleuvo vers 997-1031) représente la racine spel- appliquée au piton rocheux, jadis couronné d'un château dominant la localité[3].
- Flaujac : nom de personne latin Flavius, « le blond » + suffixe -acum, d'origine gauloise, c'est-à-dire le « domaine de Flavius »[4].
- Laguiole : le nom de la commune (La Glaziole, La Glaiole, Gléole au XIIIe siècle) vient de l'occitan la glèiòla signifiant « la petite église »[5].
- Régaussou : la racine celtique rega signifie « sillon » (cf. raie), l'élément -aussou pourrait être la contraction de *aigossou voulant dire « aqueux », donc approximativement : « sillon creusé par l'eau ».
- Salacrou : la racine sala indiquerait une « salle », une « grande pièce » (et non une « maison forte », un « manoir », un « château ») et -crou une forme masculine crop de cropa évoquant une voûte[6].
- Saint-Chély-d'Aubrac : en occitan Sanch Eli, Saint Élie ou Éloi, voire une contraction d'Hilaire.
- Les Truques d'Aubrac, le Truc des Coucuts : il faut voir dans ces noms de sommets la racine pré-indo-européenne cuc/tuc/truc/suc, « mont arrondi »[7].